# Łowcy meteorów

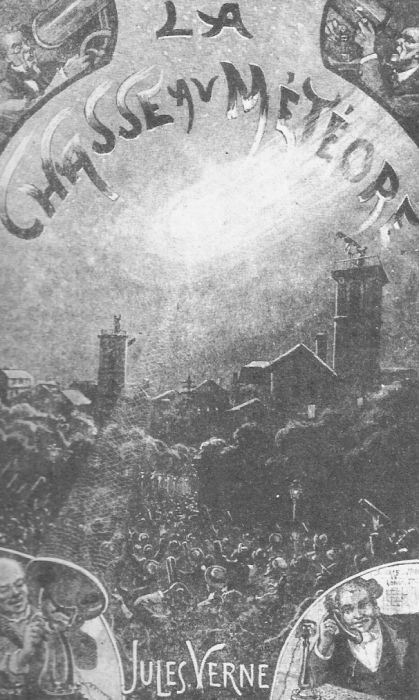
Strona tytułowa powieści.

Łowcy meteorów, W pogoni za meteorem lub Pogoń (fr. La Chasse au Météore (Le Bolide)) – napisana 1901, wydrukowana 1908 jednotomowa powieść Juliusza Verne’a złożona z 21 rozdziałów.
Pierwszy polski przekład pojawił się w odcinkach w czasopiśmie Przyjaciel Dzieci w 1908 roku pt. Pogoń.

## Fabuła
Dwóch astronomów - amatorów, Dean Forsyth i Sydney Hudelson, spiera się o pierwszeństwo odkrycia obiegającego Ziemię meteoru. Kiedy okazuje się, że meteor ten składa się ze złota, ich kłótnia rozpala się jeszcze bardziej. Obaj zgodnie uniemożliwiają zawarcie związku małżeńskiego między swymi podopiecznymi (Forsyth zabrania ślubu swemu siostrzeńcowi, Hudelson swej córce) choć wcześniej już zezwolili. W międzyczasie ekscentryczny wynalazca Zefiryn Xirdal próbuje sprowadzić sporny meteor na Ziemię, aby wypróbować swój wynalazek.